# Piet Veerman
Piet Veerman (Volendam, 1 maart 1943) is een Nederlands zanger, gitarist en componist. Hij werd in 1964 bekend als zanger en gitarist van The Cats. Dankzij zijn bepalende stemgeluid heeft hij een belangrijk aandeel gehad in de vorming van de palingsound. Vanaf 1985 ging hij door met een solocarrière. Hij ontving meer dan dertig gouden platen.

## Biografie

### Jonge jaren
Geboren als enig kind van twee creatieve ouders, Marie Steur en Jaap Veerman, werd ook voor hem al snel duidelijk dat zijn talenten op het artistieke vlak lagen. Van zijn moeder leerde hij schilderen en van zijn vader muziek spelen. Zijn vader speelde verschillende muziekinstrumenten, zoals blokfluit, mondharmonica, gitaar, sitar en banjo. Hij wist nog niet of hij iets wilde doen met schilderijen of in de muziek. Toen hij ongeveer twaalf was kreeg hij zijn eerste eigen gitaar in handen. Naast zijn muzikale loopbaan is hij ook later blijven schilderen.
Veerman trok tijdens zijn jeugd veel op met zijn neef Jaap Schilder die ook een gitaar had. Net als zijn neef leerde hij zichzelf de akkoorden aan door erbij te zingen. Samen vormden ze het duo The Everly Kosters. Deze naam was een samensmelting van de bijnaam die beide neven in Volendam dragen, De Koster, gecombineerd met de naam van de in die tijd populaire Everly Brothers. In een interview uit 1999 zei Veerman dat ze vaak liedjes van dat duo vertolkten. Zijn grootste voorbeeld was echter Ben E. King. Tegenover Jip Golsteijn, schrijver van het boek De Cats, een Hollands succesverhaal uit 1973, verklaarde Schilder dat ook The Hi-Lo's tijdens hun jonge jaren veel invloed op hen hadden gehad. Het waren vooral nog bescheiden optredens en verder speelden ze vele avonden op het schoolplein van de VGLO St. Willibrordus.

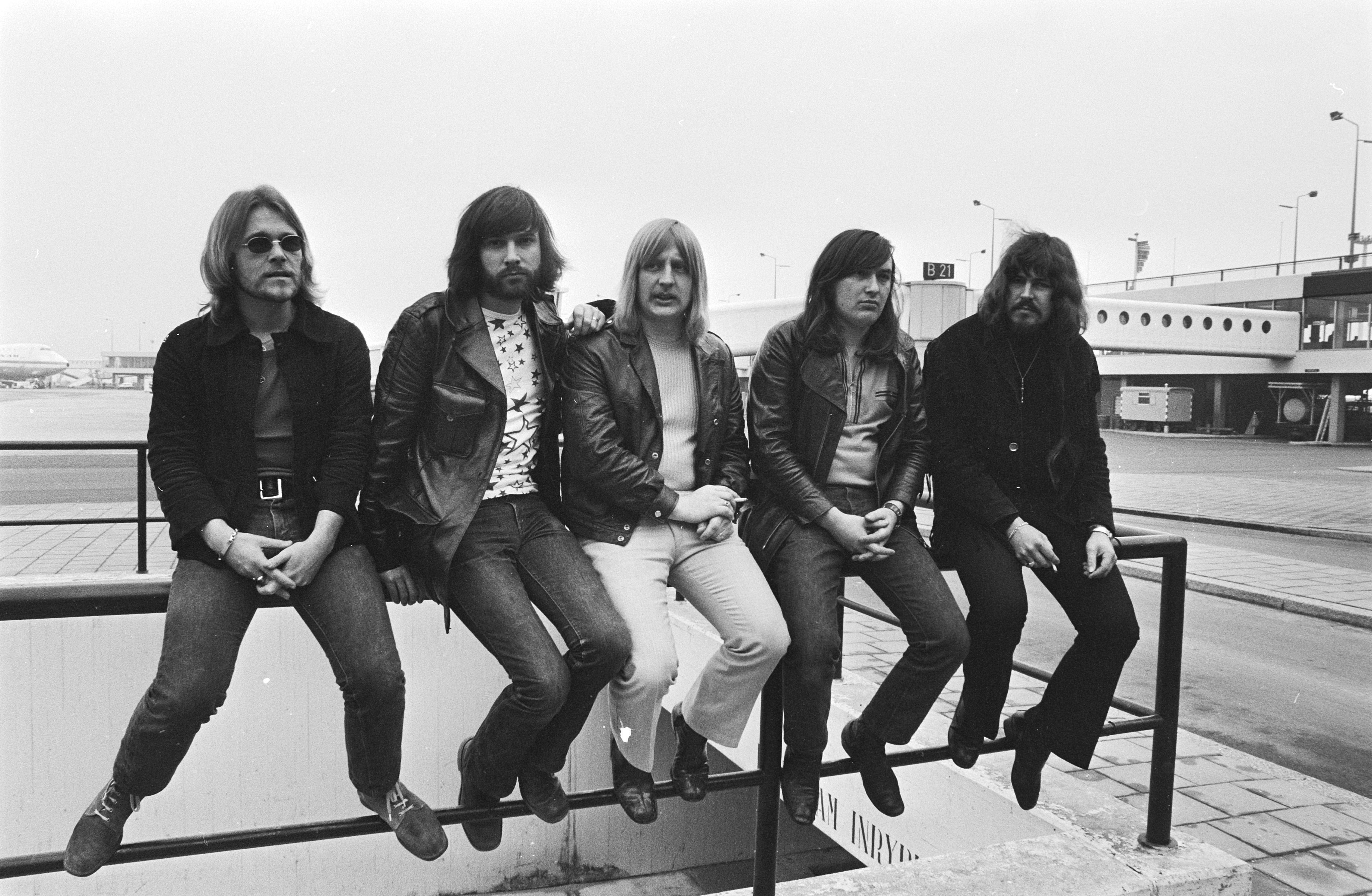
The Cats op Schiphol voor hun vertrek naar Indonesië, 1971

Medio jaren zestig werd Schilder door Cees Veerman (geen familie) en Arnold Mühren gevraagd zich aan te sluiten bij Electric Johnny & The Skyriders. Piet Veerman kwam op aandringen van Schilder mee en ontwikkelde zijn gitaarspel zodanig, dat hij leadgitarist werd en Schilder erna de slaggitaar voor zijn rekening nam.

### The Cats
Op een gegeven moment splitsten ze zich af en ging het viertal samen verder als The Mystic Four. Hun naam wijzigden ze kort erop in The Blue Cats en vervolgens in The Cats, terwijl ondertussen Theo Klouwer zich als nieuwe drummer bij hen aansloot. Aanvankelijk was Cees Veerman de leadzanger voor de singles. Vanaf Times were when, die een wijziging van de stijl van The Cats inluidde, nam Piet Veerman deze rol op zich.

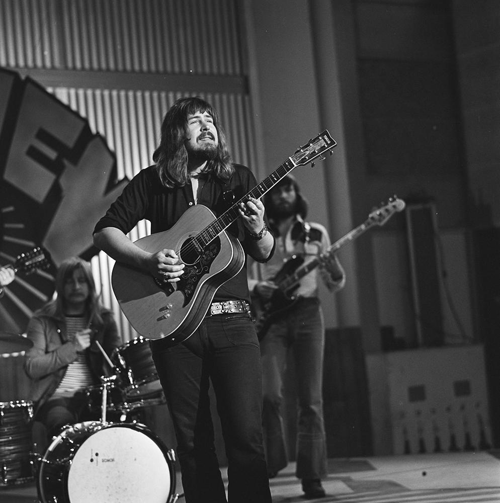
Piet Veerman tijdens een uitzending van Popzien, 1973

De wijziging van de stijl, met voor de stem van Veerman een belangrijk aandeel, luidde een succesvolle periode in met de nummer 1-hits in de Top 40 als Lea (1968), Why (1969), Marian (1970), Where have I been wrong (1970) en Be my day (1974). De bestverkochte single was One way wind (1971) die op de derde plaats terechtkwam en verder ook hoge noteringen behaalde in België, Duitsland en Zwitserland.
The Cats worden gezien als de grondleggers van de palingsound, een term die door Joost den Draaijer van Radio Veronica werd bedacht en sindsdien symbool staat voor veel uit Volendam afkomstige popmuziek. Veerman memoreerde jaren later over hun stijl: "Toen ik die oude banden beluisterde, realiseerde ik me pas hoe 'eigen' ons geluid was ... Wij hebben vroeger urenlang gerepeteerd om voor ons ieder afzonderlijk de juiste klankkleur te bepalen ... In feite was dat monnikenwerk, omdat we bijna ieder woord, iedere klank en iedere frase op een weegschaal legden en daar een besluit over namen."

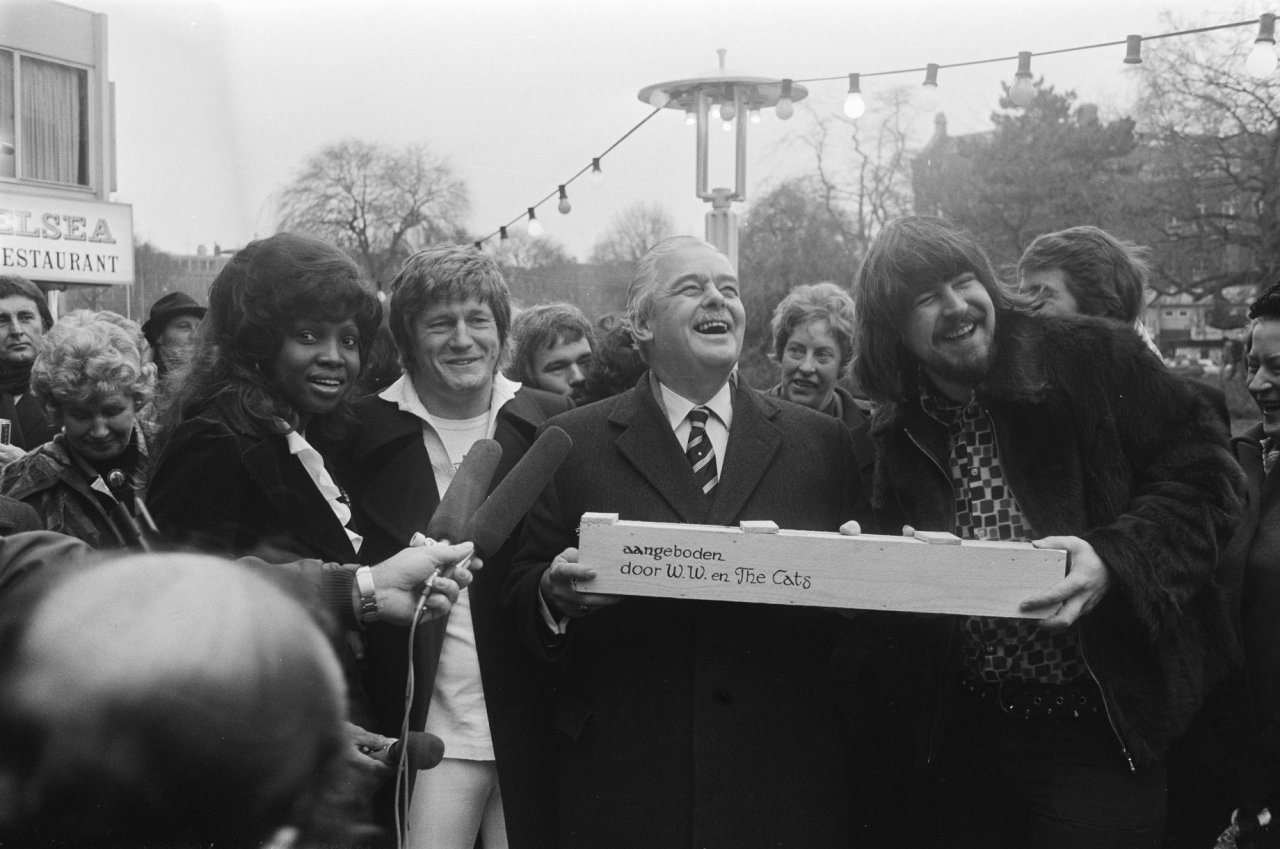
Piet Veerman met CvdK Geertsema op het Leidseplein, januari 1975

In 1974 viel de band voor het eerst uit elkaar. Toen ze in 1975 net weer bij elkaar waren, kregen de bandleden van EMI de mogelijkheid om solo-albums uit te brengen. Veerman kwam als eerste met een album, Rollin' on a river. In een interview uit 1999 vertelde hij dat hij er nummers op plaatste die niet door de mangel van The Cats kwamen. De andere bandleden waren niet blij met zijn album geweest, dat niettemin goud opleverde. Zijn gelijknamige single bereikte de negende plaats in de Top 40.
Daarna kwamen The Cats weer bij elkaar en brachten ze een single uit met de toepasselijke titel We should be together. De successen waren echter minder groot dan ervoor en in 1980 gingen de leden opnieuw uit elkaar. In dat jaar kwam hij als Piet Veerman and The New Cats met een nieuw album, Back to you genaamd, en de single Living to love you. Nadat hij en Arnold Mühren op een verzoek van een discotheekeigenaar ( Chris van Tilburg van de bar-disco 'la Diligence' in Heerlen) ingingen om La diligence te herschrijven en deze samen met El Paso uit te brengen, leidde dit werk opnieuw tot een comeback van The Cats.
In 1985 ging de band definitief uit elkaar. Op dat moment hadden de optredens een zware wissel getrokken op de stembanden van Veerman. Na het laatste concert gebruikte hij zijn mond drie maanden lang niet anders dan om mee te eten. Veerman vertelde in 1999 dat het weinig had gescheeld, of hij had nooit meer kunnen zingen. De andere Cats wilden het voortleven van de band echter nog langer rekken. De laatste scheiding van The Cats eindigde uiteindelijk bitter in een rechtszaak die de andere bandleden tegen hem aanspanden, maar niettemin verloren.

### Solocarrière
Twee jaar later bracht hij het nummer Sailin' home (1987) uit. De platenmaatschappij weigerde een videoclip op te nemen, waarop Veronica zelf maar een videoclip maakte omdat het nummer zo hoog in de Top 40 stond.
Vervolgens behaalde de single de nummer 1-positie waarop het vier weken bleef staan. Ook werd zijn single nummer 1 in België en nummer 4 in Oostenrijk. Het was dat jaar de bestverkochte single van Nederland en behaalde de status van platina, evenals zijn eerste elpee sinds lange tijd, Piet Veerman genaamd. Sinds de start van de Top 2000 in 1999 stond Sailin' home vrijwel elk jaar in de lijst.
Met de single Walking together had hij een vervolghit toen deze op nummer 7 terechtkwam van de Top 40. Daarna werden zijn successen minder groot, maar bereikten nog wel meer dan tien singles de Nationale Hitparade, met als grootste hits A new tomorrow (1987), Whenever you need me (1988), Cry of freedom (1989) en (La comparsita) La paloma (1994). Ook bereikten meer dan tien albums de hitlijsten en werden verschillende bekroond met goud.
In de loop van zijn carrière veranderde hij verschillende malen zijn muziekstijl. In 1989 had hij al eens de elpee Cry of freedom uitgebracht met moderne versies van klassieke componisten. Het album behaalde de gouden status. Hij experimenteerde echter ook met reggae en soul, zoals op zijn album Dreams (1995) met daarop onder meer verschillende herinterpretaties van werk van Willy DeVille. Een ander zijpad dat hij bewandelde was dat van latin pop. Nummers in dit genre verschenen op de albums My heart and soul (Mi corazon y alma) (1994) en Mi vida (My life) (1997). Op een vraag daarover in 1999 antwoordde Veerman dat hij zijn laatste vier albums de mooiste uit zijn carrière vindt.
De verhoudingen met de andere Cats waren langere tijd bekoeld gebleven tot de verzoening in 2001. In dat jaar werd er een Catstribute georganiseerd door Johan Tol en Michel Veerman van het muziekblad 1Way Wind the magazine, met de leden Veerman (Cees), Mühren en Schilder. Tijdens het optreden waren zeshonderd fans er getuige van dat Piet Veerman onverwacht vanuit het publiek het podium opkwam en met zijn oude makkers begon mee te zingen.

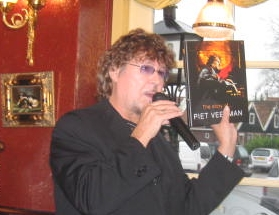
Piet Veerman bij de presentatie van zijn biografie, 2008

Tijdens zijn loopbaan ontving Veerman meer dan dertig gouden platen. Hij is ereburger van Los Angeles (1974), Edam-Volendam (2004) en Aruba (2004) en werd in 2006 samen met de nog levende Cats benoemd tot lid in de Orde van Oranje Nassau. Op 14 november 2008 kwam Piet Veerman, the story of... uit, zijn geautoriseerde biografie die werd opgetekend door Johan Tol en Michel Veerman. 2008 is ook het jaar waarin een tulp naar hem werd vernoemd.

### Duetten en andere samenwerking
Veerman treedt geregeld op met andere artiesten. Een deel van dit werk is ook op platen uitgebracht.
Toen The Cats voor de tweede maal uit elkaar waren, bracht hij samen met Specs Hildebrand en Alan Decker als De Geiten de single met de naam De Blusvereniging (1982) uit. Op de hoes van de single staat een tekening van uitgebluste brandweerlieden. Met dit kermisnummer traden ze ook op de landelijke zender Veronica op. In deze tijd maakte hij ook serieuzere muziek. In 1981 schreef hij bijvoorbeeld op verzoek van Canyon de gitaarintro voor het lied Mooi Volendam, een nummer dat uitgroeide tot een klassieker. Met het nummer was hij in die tijd zelf ook nog op televisie te zien.
Hij vormde verschillende malen een duet. In de jaren negentig bracht hij met Anny Schilder de single When you walk in the room (1993) uit die vijf weken in de Mega Top 50 stond. Ook zong hij met haar En mi viejo San Juan op haar album Sentimientos (1997).
Sinds de Vlaamse zangeres Dana Winner in 1995 een hit in België en Nederland had gehad met Westenwind, een cover van One way wind van The Cats, trad Veerman meermaals met haar op. Hun gezamenlijke versie van Westenwind kwam ook op verschillende platen te staan. In Jij bent de zon zingt Veerman Engels en Winner deels Nederlands. Beide artiesten werkten ook later samen.
In 2002 namen Veerman, Jantje Smit en George Baker een Duitstalige plaat op met de naam Die goldenen Stimmen. Verder speelde hij in 2006 mee als gastmuzikant op het album A wink at the moon van de Specs Hildebrand Living Room Band.
Sinds ongeveer 2012 treedt hij geregeld op met zijn kleindochter Melanie Jonk (1993), als zangeres bekend onder de naam Mell. In 2014 brachten ze de single Lovin' arms uit en in hetzelfde jaar was zij een van de deelnemers van The Voice of Holland.

### Najaren
Sinds begin 2015 heeft Veerman een stap teruggezet in zijn actieve carrière. In maart 2015 onderging hij een operatie waarbij 40% van zijn rechterlong werd weggehaald omdat een kwaadaardige tumor was geconstateerd. Begin april gaf een bronchoscopie de uitslag dat aanvullende behandeling niet nodig was. Deze tijd was voor Veerman een reden om nieuwe keuzes te maken en het rustiger aan te doen. In Veermans woorden: "Tijd voor een mooi stuk muziek en een goed glas wijn samen met mijn vrouw." Ook hebben ze hun zeilboot The Seagull, een S-spant van elf meter lang, in de verkoop gezet.
De grote evenementen die Veerman nog na zijn operatie gepland had staan, zijn door de persoonlijke omstandigheden afgezegd. Wel blijft hij optreden voor intiemere gelegenheden en blijft hij de carrière van zijn kleindochter Mell steunen.

## Discografie

### Albums
| Album met eventuele hitnotering(en) in de Nederlandse Album Top 100 | Datum van verschijnen | Datum van binnenkomst | Hoogste positie | Aantal weken | Opmerkingen |
| ------------------------------------------------------------------- | --------------------- | --------------------- | --------------- | ------------ | ----------- |
| Rollin' on a river                                                  | 1975                  |                       |                 |              | goud        |
| Back to you                                                         | 1980                  | 15-11-1980            | 30              | 9            | goud        |
| Piet Veerman                                                        | 1987                  | 25-04-1987            | 5               | 23           | 2x platina  |
| Harmony                                                             | 1988                  | 15-10-1988            | 25              | 19           |             |
| Cry of freedom                                                      | 1989                  | 11-11-1989            | 22              | 14           | goud        |
| Future                                                              | 1991                  | 02-03-1991            | 31              | 6            |             |
| In between                                                          | 1992                  | 20-06-1992            | 9               | 24           | goud        |
| A winter's tale                                                     | 1993                  | 18-12-1993            | 55              | 7            |             |
| My heart and soul (Mi corazon y alma)                               | 1994                  | 03-09-1994            | 8               | 38           | goud        |
| Dreams (To remember)                                                | 1995                  | 09-09-1995            | 9               | 23           |             |
| Mi vida (My life)                                                   | 1997                  | 01-02-1997            | 24              | 10           |             |
| Verzamelalbums (selectie):                                          |                       |                       |                 |              |             |
| The best of Piet Veerman                                            | 1993                  | 22-05-1993            | 26              | 19           | goud        |
| Zijn mooiste songs                                                  | 1995                  | 15-04-1995            | 11              | 19           |             |
| Sailin' home (Het beste van Piet Veerman)                           | 1996                  | 07-12-1996            | 62              | 6            |             |

### Singles
Hieronder volgt een overzicht van de singles die Piet Veerman in Nederland uitbracht. Veel singles verschenen ook in andere landen, met name in België. Verder bracht hij in 1987 nog de Duitstalige single Jung und frei uit op de melodie van Sailin' home. In 2013 verscheen de Volendammer Top 1000, waar drieëntwintig nummers van Veerman in staan, waaronder een duet met Anny Schilder en een met Dana Winner. In deze top staan daarnaast ook nog eens 73 nummers van The Cats.
| Single met eventuele hitnotering(en) in de Nederlandse Top 40 | Datum van verschijnen | Datum van binnenkomst | Hoogste positie | Aantal weken | Opmerkingen                                                                                       |
| ------------------------------------------------------------- | --------------------- | --------------------- | --------------- | ------------ | ------------------------------------------------------------------------------------------------- |
| Rollin' on a river                                            | 1975                  | 18-10-1975            | 9               | 7            | Alarmschijf / nr. 10 in de Nationale Hitparade                                                    |
| Living to love you                                            | 1976                  | 14-02-1976            | tip8            | -            |                                                                                                   |
| Blue bayoo                                                    | 1980                  |                       |                 |              |                                                                                                   |
| Rocky Mountain sweet                                          | 1980                  |                       |                 |              |                                                                                                   |
| Sailin' home                                                  | 1987                  | 14-03-1987            | 1(4wk)          | 15           | Hit van het jaar 1987 / bestverkochte single van 1987 / nr. 1 in de Nationale Hitparade / platina |
| Walking together                                              | 1987                  | 20-06-1987            | 7               | 7            | Alarmschijf / nr. 10 in de Nationale Hitparade                                                    |
| A new tomorrow                                                | 1987                  | 07-11-1987            | 25              | 4            | Alarmschijf / nr. 29 in de Nationale Hitparade                                                    |
| Whenever you need me                                          | 1988                  | 10-09-1988            | 24              | 6            | nr. 33 in de Nationale Hitparade                                                                  |
| Go on home                                                    | 1988                  | 19-11-1988            | tip11           | -            | nr. 51 in de Nationale Hitparade                                                                  |
| Old time feeling                                              | 1989                  |                       |                 |              | nr. 82 in de Nationale Hitparade                                                                  |
| Cry of freedom                                                | 1989                  | 11-11-1989            | 32              | 3            | nr. 33 in de Nationale Hitparade                                                                  |
| Follow me                                                     | 1989                  | 23-12-1989            | tip14           | -            | nr. 51 in de Nationale Hitparade                                                                  |
| Starry night                                                  | 1990                  |                       |                 |              |                                                                                                   |
| Lament                                                        | 1991                  | 19-01-1991            | tip5            | -            | nr. 30 in de Nationale Hitparade                                                                  |
| A boy from nowhere                                            | 1991                  |                       |                 |              |                                                                                                   |
| Mexican girl                                                  | 1991                  |                       |                 |              |                                                                                                   |
| Soledad                                                       | 1991                  |                       |                 |              |                                                                                                   |
| My special prayer                                             | 1992                  |                       |                 |              |                                                                                                   |
| Arms of Mary                                                  | 1992                  | 01-08-1992            | tip4            | -            | nr. 44 in de Nationale Hitparade                                                                  |
| Good year for the roses                                       | 1992                  |                       |                 |              |                                                                                                   |
| Free                                                          | 1993                  |                       |                 |              |                                                                                                   |
| When you walk in the room                                     | 1993                  | 24-07-1993            | tip4            | -            | met Anny Schilder / nr. 32 in de Nationale Hitparade                                              |
| Ticket to heaven                                              | 1993                  |                       |                 |              |                                                                                                   |
| (La comparsita) La paloma                                     | 1994                  | 24-09-1994            | 25              | 6            | nr. 23 in de Nationale Hitparade                                                                  |
| Recuerda                                                      | 1994                  | 10-12-1994            | tip7            | -            |                                                                                                   |
| Under the boardwalk                                           | 1995                  |                       |                 |              |                                                                                                   |
| Heaven stood still                                            | 1995                  |                       |                 |              |                                                                                                   |
| You better move on                                            | 1996                  |                       |                 |              |                                                                                                   |
| Song of the ocean                                             | 1996                  |                       |                 |              |                                                                                                   |
| Cuando salí de Cuba                                           | 1997                  |                       |                 |              |                                                                                                   |

### NPO Radio 2 Top 2000
| Nummer met noteringen in de NPO Radio 2 Top 2000 | '99  | '00  | '01  | '02 | '03  | '04 | '05  | '06  | '07  | '08  | '09 | '10  | '11 | '12  | '13  | '14  |
| ------------------------------------------------ | ---- | ---- | ---- | --- | ---- | --- | ---- | ---- | ---- | ---- | --- | ---- | --- | ---- | ---- | ---- |
| Sailin' home                                     | 1175 | 1468 | 1847 | -   | 1163 | 661 | 1061 | 1196 | 1288 | 1132 | -   | 1853 | -   | 1846 | 1907 | 1849 |

1. ↑  Een '-' betekent dat het nummer niet was genoteerd en een vetgedrukt getal geeft de hoogste notering aan.
2. ↑  Deze tabel is bijgewerkt tot en met de meest recente editie (2024).

## Composities
Veerman schreef, alleen en samen met anderen, negenendertig nummers voor The Cats, waarvan er zeven op een single werden uitgebracht. Daarbij verschenen dertien nummers van zijn hand op de B-kant van een single. Voor zijn soloalbums bleef hij ook eigen werk voorbrengen. Na zijn Cats-tijd kwamen vier eigen composities in de Nederlandse top terecht.
Het eerste nummer dat hij voor The Cats schreef, was Somewhere up there (1969), een nummer dat alle kenmerken heeft van de palingsound met het kenmerkende stemgeluid van Veerman, orkestratie en de samenzang van de andere Cats. Het nummer verscheen op de B-kant van Marian en op de elpee Colour us gold die zoals verwacht goud opleverde. Het eerste nummer van zijn hand dat op een A-kant van een single verscheen, was Where have I been wrong, een lied dat al na een week op nummer 3 van de Top 40 stond en daar negen weken bleef staan, waaronder twee weken op plaats 1. Het kenmerkende gitaarloopje in het nummer ontwikkelde hij samen met zijn achterneef Evert Veerman (Jash). Naast met zijn collega-Cats, schreef hij samen met onder meer Marnec en Nail Che met wie hij ook tijdens zijn solocarrière is blijven samenwerken. Maar ook met andere artiesten onder wie Edward Reekers en Gerard Stellaard.
Veerman schreef meer nummers die hoog in de Top 40 terechtkwamen, zoals Don't waste your time (nummer 11), Let's dance (nummer 2, 18 weken in de Top 40), Let's go together (nummer 7) samen Jaap Schilder, en La diligence (nummer 11) samen met Arnold Mühren op een melodie van Jos Cleber.
Wat muziekstijl betreft ging er vooral in de beginjaren van The Cats een grote invloed op hem uit van The Drifters. Dit is vooral op de eerste elpees van de band herkenbaar in de keuze van the covers die hij zong, zoals Vaya con Dios (1968, op single uitgebracht in 1972) en Save the last dance for me (1977). In zijn eigen werk is die invloed te herkennen in de versie van Let's dance die door Klaas Leyen en Wim Jongbloed werd geproduceerd en gearrangeerd (1973). In het algemeen zijn er echter allerlei invloeden te herkennen in zijn pennenvruchten, zoals uit de rockmuziek (Country woman uit 1971 en Linda uit 1973), rock-'n-roll (Come on girl uit 1972), funk (Second pair of eyes uit 1984) en countrymuziek (Conclusions uit 1972).
In zijn composities komt zijn voorliefde voor het gitaarspel naar voren, zoals in Don't waste your time, maar ook in Lonely walk (beide uit 1970), als enkele uit vele voorbeelden. Het laatste nummer is qua lengte (meer dan zes minuten), stijl en emotie een buitengewoon nummer van The Cats. Vrijwel alle nummers die hij schreef, zong hij ook zelf. Maar er waren ook uitzonderingen, zoals Why did you go (1971) dat hij samen met Jaap Schilder schreef en op Cats aglow door Arnold Mühren werd gezongen.

### Singles uit zijn pen
| Single met eventuele hitnotering(en) in de Nederlandse Top 40 | Datum van verschijnen | Datum van binnenkomst | Hoogste positie | Aantal weken | Opmerkingen                                                    |
| ------------------------------------------------------------- | --------------------- | --------------------- | --------------- | ------------ | -------------------------------------------------------------- |
| Met The Cats:                                                 |                       |                       |                 |              |                                                                |
| Where have I been wrong                                       | 1970                  | 24-10-1970            | 1               | 14           |                                                                |
| Don't waste your time                                         | 1971                  | 06-03-1971            | 11              | 5            |                                                                |
| Let's dance                                                   | 1972                  | 06-05-1972            | 2               | 18           |                                                                |
| Let's go together                                             | 1973                  | 02-06-1973            | 7               | 7            | geschreven met Jaap Schilder                                   |
| La diligence                                                  | 1983                  | 22-01-1983            | 11              | 8            | geschreven met Arnold Mühren op een melodie van Jos Cleber     |
| Stay in my life                                               | 1983                  | 10-09-1983            | 20              | 5            | geschreven met Marnec                                          |
| Second pair of eyes                                           | 1984                  |                       |                 |              | geschreven met Alan Parfitt                                    |
| Als solozanger:                                               |                       |                       |                 |              |                                                                |
| Rollin' on a river                                            | 1975                  |                       |                 |              | geschreven met Nail Che                                        |
| Living to love you                                            | 1976                  | 14-02-1976            | tip8            | -            | geschreven met Nail Che                                        |
| A new tomorrow                                                | 1987                  | 07-11-1987            | 25              | 4            | geschreven met Alan Parfitt en Gerard Stellaard                |
| Go on home                                                    | 1988                  | 19-11-1988            | tip11           | -            | Go on fool van Marion Black herschreven met Bruce Smith        |
| Cry of freedom                                                | 1989                  | 11-11-1989            | 32              | 3            | geschreven met Bruce Smith op een melodie van Verdi            |
| Song of the ocean                                             | 1996                  |                       |                 |              | Canção do mar van Amália Rodrigues herschreven met Bruce Smith |